# 伊東理奈
伊東 理奈（いとう りな、1992年7月30日 - ）は、日本で活動するモデル、タレント、女優。佐賀県出身。オフィスノアール、ヒラタオフィスに所属していた。

## 人物
- 2011年柳川高等学校卒業。
- 2010年12月-2012年3月、オフィスノアール所属。
- 2012年7月-2014年10月、ヒラタオフィス所属。
- 身長166cm。血液型O型。
- 書道8段（書画展金賞受賞）を有している。
- 特技は料理。
- 高校時代は柳川高等学校のポスターのモデルにもなった。
- スカウトをきっかけで芸能活動を開始。福岡を中心に活躍していたが、2012年5月に上京し、ヒラタオフィスに所属。上京を機に本格的に女優としても活動する。
- ヒキタクニオの著作では４度表紙モデルをつとめている。

## 出演

### CM
- 森永乳業、「濃密ギリシャヨーグルトパルテノ」
- アクサ損害保険、アクサダイレクト「チームアクサ」篇[1]
- 美々堂、「水の天使」
- 日本経済新聞
- 東京メトロ、「安全。安心。メトロの目」
- JT、それぞれのときを、想う。 / 元気でね篇
- サンリオピューロランド、「ピューロのうわさ」
- アピタ・ピアゴ、「ヒートオン（長袖インナー）」

### 広告
- 京都きもの友禅
- 日本カメラ
- 写真の教室
- NTT Docomo
- 福岡walker
- 日本経済新聞
- 株式会社マグナ

### VP
- VICS
- 日本経済新聞
- 福岡大学病院

### 舞台
- 「ひとんちで騒ぐな」ヒロイン、脚本・演出：川口大樹（万能グローブガラパゴスダイナモス）[2]
- 「ショートストーリー」脚本・演出：川口大樹（万能グローブガラパゴスダイナモス）

### 映画
- 「そこに在るとして」主演（2012年）監督・脚本：小田憲和[3]
- 「エンドロールじゃ終わらない」主演（2013年）監督・脚本：発智新太郎
- 「サンドウィッチ」主演（2013年）監督・脚本：山崎康生

### PV
- Mr. Children「Marshmallow day」(トイズファクトリー）（2012年）
- DEEP「I Promise You」(rhythm zone）（2013年）

### ナレーション
- iPad（CM）

### TV
- RKB毎日放送「チャギハ！」レギュラー（2011−2012年）
- QVCジャパン、美々堂、水の天使

### 書籍カバー
- 『こどもの城殺人事件』ヒキタクニオ (角川文庫）、2016年10月[4]
- 『突撃ビューティフル』 ヒキタクニオ（廣済堂出版）、2017年3月[5]
- 『触法少女誘惑』ヒキタクニオ（徳間文庫）、2018年2月[6]
- 『ヒキタさん！ご懐妊ですよ』ヒキタクニオ（光文社文庫）、2019年5月[7]